# Karkamış
Karkamış là một huyện thuộc tỉnh Gaziantep, Thổ Nhĩ Kỳ. Huyện có diện tích 310 km² và dân số thời điểm năm 2007 là 11581 người, mật độ 37 người/km².